# مشروع تشيكانا للحقوق
كان مشروع تشيكانا للحقوق منظمة نسوية تأسست عام 1974 لمعالجة الحقوق القانونية للنساء الفقيرات من أمريكا المكسيكية. وقد استرشدت المنظمة من قبل الصندوق الأمريكي للدفاع القانوني والتربوي المكسيكي وصممها فيلما مارتينيز. يقع المقر الرئيسي للمشروع في سان فرانسيسكو وسان أنطونيو

## مقدمة تعريفية
اسس المشروع بواسطة فيلما مارتينيز، رئيسة المالديف وتعتبر أول امرأة تقود منظمة هامة للحقوق المدنية في الولايات المتحدة. وتولت مؤسسة فورد تمويل المؤسسة، منفصلة عن تمويل المالديف. ارادت المؤسسة تمويل المشروعات المدعمة حاليا بالتعاون مع المنظمات. لقد عرضت المؤسسة تمويل ل مشروع تشيكانا للحقوق 25000 دولار في السنة الأولى. واصبح من المفروض على مشروع تشيكانا للحقوق اثبات انجازته كل عام امام مؤسسة فورد من اجل الحصول على التمويل للعام المقبل.
بدأ مشروع تشيكانا للحقوق برفع أول دعوى قضائية في عام 1975، وذلك بالتركيز على التوظيف والرعاية الصحية وإصلاح السجون. فازت المنظمة باستحقاقات البطالة للعمال الرئيسيين في تكساس. كما حصلت علي شكاوى ضد القواعد العسكرية وغيرها من المنظمات بشان التمييز في التوظيف والترويج للتشيكانا. فعلى سبيل المثال، فازت مشروع تشيكانا للحقوق بشكوى ضد قانون سان أنطونيو الشامل للتدريب علي العمالة الذي عالجت فيه مسائل تتعلق بالتمييز الجنسي في عمليه التوظيف. وفاز مشروع تشيكانا للحقوق أيضا بقضايا ضد الأطباء الذين يجبرون النساء الناطقات بالاسبانيه علي الموافقة علي التعقيم، وكثيرا ما يسالهن اثناء ولادتهن، أو قبل العملية القيصرية مباشره. وفي كاليفورنيا، تم الضغط علي هؤلاء المرضي بالتهديد بالتعرض لسلطات الهجرة بالنسبة لأولئك الذين كانوا أجانب غير شرعيين وتم إلغاء التهديدات بمدفوعات الرعاية الاجتماعية إذا لم يوقعوا علي حقهم في التعقيم. وفي حاله أخرى تناولتها الوثيقة المتعلقة بالمراه، كانت النساء تشيكانا يجري تجريبها في سان أنطونيو من خلال إعطائها حبوب منع الحمل دون موافقتهم أو معرفتهم. وعمل مشروع تشيكانا للحقوق أيضا كرقيب علي القانون الشامل للعمالة والتدريب (CETA). الإيداع الأول ضد CETA في 1976 تسبب في ارتفاع عدد الأقليات والنساء في البرنامج من 20 ٪ إلى 50 ٪.
وفي 1976، تشعبت مشروع تشيكانا للحقوق، وأودعت مذكره أصدقاء باسم أمراه سوداء، هي مارغريت ميلر، التي طردت لرفضها التحرش الجنسي من مشرفها. ومثل مشروع تشيكانا للحقوق أيضا رجال تشيكانو.
وجمع مشروع تشيكانا للحقوق بيانات عن العمالة في تشيكانا والتمييز التعليمي. واستخدم مشروع تشيكانا للحقوق هذه البيانات لتبين ان نساء تشيكانا تعرضن للتمييز بطرق مختلفه عن رجال تشيكانو والنساء البيض في الولايات المتحدة. وكشف هذا البحث أيضا عن كيفيه الحقوق القانونية الجنسانية وتجاهلها في كثير من الأحيان من قبل حركه تشيكانو.
وشارك مشروع تشيكانا للحقوق أيضا في التوعية التثقيفية لنساء تشيكانا. وشملت هذه التوعية سلسله من الكتيبات عن مواضيع مثل قضايا صحة المراه، وحقوق المهاجرين، والعمالة.

## التاريخ
وبدات مارتينيز العمل علي الفور بعد ان أصبحت رئيسه مشروع تشيكانا للحقوق في أيلول/سبتمبر  1973. وقد استاجر مارتينيز محاميا وسكرتيرا سابقا في الكونجرس، باتريشيا فاسكيز، في 1974 يونيو/حزيران لأداره مشروع تشيكانا للحقوق. ومع نمو المنظمة، أنشاء مشروع تشيكانا للحقوق فرقه عمل، في 1976، لتحديد القضايا القانونية وترتيب أولوياتها. وعلي متن فرقه العمل، كانت فرانسيسكا فلوريس، وبولين جاكوبو، وتيريزا اراغون دي شيبرو، وكارمن كارييو، ودروسيلا رامي، وإليزابيث والدمان، وجان فيرفاكس.
وبحلول صيف 1978، ومن أجل الحصول علي مزيد من الدعم الشعبي، بدا مشروع تشيكانا للحقوق التعاون مع Comisión Femenil ، ومركز عمل خدمه تشيكانا (CSAC)، والرابطة الوطنية المكسيكية للمراه الامريكيه (مانا).
في 1979، استقالت فاسكيز من مشروع تشيكانا للحقوق، قائلة انها لديها «مشاعر مختلطة» حول الترك وكانت ستستقيل أيضا بسبب «خلافات غير متوافقة» بينها وبين مارتينيز. وتوليت كارمن استرادا، التي كانت تعمل في مكتب مشروع تشيكانا للحقوق في سان فرانسيسكو، مكان فاسكيز كرئيس للفريق. وعندما استقال مارتينيز من مالديف في 1982، تعثر المشروع بدون قيادتها ودعمها. وفي 1983، كان هناك نقص في الأموال لمواصله المشروع وانتهي.